# Elphos praestans
Elphos praestans är en fjärilsart som beskrevs av Louis Beethoven Prout 1928. Elphos praestans ingår i släktet Elphos och familjen mätare. Inga underarter finns listade i Catalogue of Life.